# Coachman's Cove
Coachman's Cove es un pueblo canadiense situado en la provincia de Terranova y Labrador.

## Superficie
Coachman's Cove tiene una superficie de 18,99 km².

## Demografía
En 2021, tenía 111 habitantes, una densidad poblacional de 5,8 hab./km², y 74 viviendas.